# Псахис, Лев Борисович
Лев Борисович Псахис (род. 29 ноября 1958, Калинин, СССР) — советский и израильский шахматист, гроссмейстер (1982). Чемпион РСФСР (1977), двукратный чемпион СССР (1980 и 1981). Заслуженный тренер ФИДЕ (2004).

## Шахматная карьера
Победитель Всесоюзного турнира молодых мастеров (1979). В составе команды СССР победитель молодёжных чемпионатов мира (1981 и 1983) и чемпионата Европы (1983). Участник соревнований на первенство мира: зональный турнир ФИДЕ (Ереван, 1982) — 2—3-е места; межзональный турнир (Лас-Пальмас, 1982) — 8—10-е места.
Лучшие результаты в других международных соревнованиях: Сочи (1979, 1984 и 1985) — 3—4-е, 3-е и 2—4-е; Наленчув (1980) — 1—2-е; Сараево (1981 и 1986) — 1-е и 1—3-е; Дортмунд (1982) — 3-е; Сьенфуэгос (1983) и Трун (1984) — 1-е; Львов (1984) и Баня-Лука (1985) — 3—4-е; Москва (1986) — 3—6-е; Ереван (1986) — 1—2-е; Сирак (1986) — 1-е; Минск (1986) — 4-е; Таллин (1987) — 2—3-е; Бела-Црква (1987) — 2—5-е (236 участников); Юрмала (1987) — 1—4-е; Гастингс (1987/1988) — 4—5-е места.
Победитель Всесоюзного темпотурнира, посвященного 70-летию Великой Октябрьской социалистической революции (Москва, 1987). Изобретательный шахматист атакующего стиля.
С 1990 проживает в Израиле.

## Изменения рейтинга
| Графики недоступны из-за технических проблем. См. информацию на Фабрикаторе и на mediawiki.org. |

## Книги
- The complete French, Batsford, London 1992, ISBN 0-7134-6965-X
- Complete Benoni, Batsford, London 1995, ISBN 0-7134-7765-2
- Advance and other anti-French variations, Batsford, London 2003, ISBN 0-7134-8843-3
- French defence 3 Nd2, Batsford, London 2003, ISBN 0-7134-8825-5
- French defence 3 Nc3 Bb4, Batsford, London 2003, ISBN 0-7134-8841-7
- French defence: Steinitz, classical and other systems, Batsford, London 2004, ISBN 0-7134-8941-3
- Advanced chess tactics, Quality Chess, Glasgow 2011, ISBN 978-1-907982-04-0

## Видео
- Лев Псахис на видеоканале "Шахматное Ретро" отвечает на вопросы Станислава Суханицкого на YouTube